# 飾妝石斧脂鯉
飾妝石斧脂鯉，為輻鰭魚綱脂鯉目脂鯉亞目脂鯉科的其中一個種。分布於南美洲巴西巴納伊巴河流域，體長可達15.8公分，棲息在底中層水域，生活習性不明。

## 扩展阅读
維基物種上的相關：飾妝石斧脂鯉